# Nordamerikas förhistoria
Nordamerika befolkades i minst tre vågor av invandring under den förhistoriska tiden av människor från Sibirien via landbryggan över Berings sund. Den första vågen var paleoamerikaners förfäder som spreds över hela kontinenten. Den exakta tidpunkten för denna invandring är okänd. De två senare perioderna med invandring gav så småningom upphov till bildandet av de athapaskiska och eskimå-aleutiska befolkningarna i norra Nordamerika. 

## Invandring över Berings sund

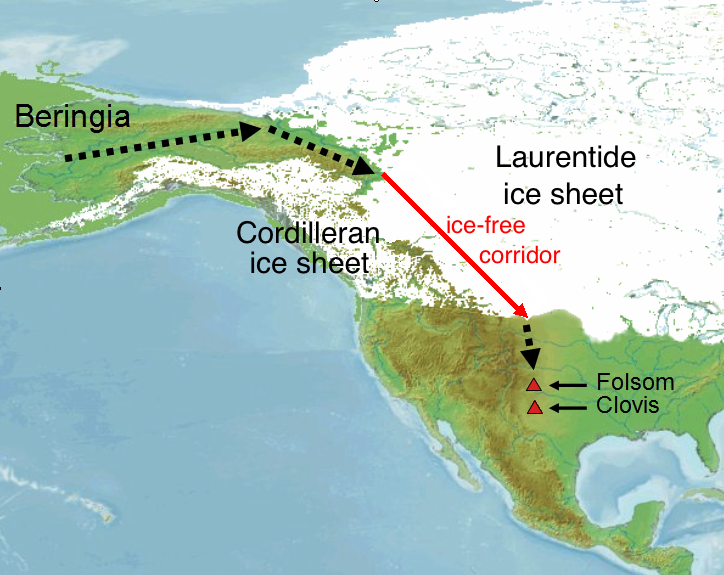
Ungefärlig läge för den isfria korridoren och viktiga platser för paleoindianer.

Forskarna är långt ifrån överens om när de första människorna invandrade till Amerika.  Arkeologiska fynd har tolkats som att invandringen började för tidigast 14 000 år sedan av de första Homo sapiens sapiens, det vill säga den fullt utvecklade moderna människan. Invandringen skedde sannolikt över Berings landbrygga mellan Sibirien och Amerika. För ungefär 14 000 år sedan började havsnivån stiga och för 9 000 år sedan fanns inte längre någon landförbindelse mellan Asien och Amerika. Längs Yukonfloden i Alaska har man gjort fynd från postglaciala bosättningar som härstammar från en tid omkring 11 000-12 000 år sedan. Fynden (knivblad, flintskärvor) är mycket lika fynd från samma tid i Sibirien. 
Flera antropologiska och genetiska spår tyder på att den amerikanska befolkningen ursprungligen migrerade till de två amerikanska kontinenterna från Sibirien över Berings sund för under tidsperioden för 17 000–12 000 år sedan. Invandringens exakta tid eller väg är fortfarande omdiskuterat. Tidigare har antropologer varit överens om att de första emigranterna korsade sundet för omkring 12 000–10 000 år den så kallade Clovis first teorin via den landbrygga över Berings sund som existerade under den senaste istiden (26 000–11 000 år sedan). Därifrån ska de ha koloniserat kontinenterna via Alaskas och Kanadas inland som nyligen befriats från sitt istäcke.
Senare upptäckter av tidiga bosättningar i Brasilien och Chile redan för 11 500 år sedan, eller tidigare. Därför finns flera alternativa teorier. 
- De asiatiska migranterna korsade landbryggan flera årtusenden tidigare genom att följa dess västkust, antingen till lands eller till havs längs med kusten. Bristen på spår efter människor utmed denna väg kan förklaras av att den dåtida kusten numera ligger på havets botten.
- Berings sund kan ha ägt rum tidigt före senaste istiden, kanske redan för omkring 37 000 år sedan.
- Teorier om att de första invandrarna kom från Australien eller södra Asien.

De genetiska och kulturella bevisen talar för ett sibiriskt ursprung för de ursprungliga amerikanerna enligt de flesta forskarna. Men det har varit mer än en invandring. Minst tre olika migrationer från Sibirien till Amerika ägt rum:
- Den första vågen kom till ett Amerika som dominerades av megafaunan i slutet av pleistocen: Mammutar, mastodonter hästar, jättetrögdjur och ullhåriga noshörningar. Cloviskulturen var den äldsta kulturen i denna migrationsvåg jagade denna megafauna och den yngre folsomkulturen, som baserade sig på jakt främst på bisonoxe. Med tiden ska dessa paleoloamerikanska kulturer ha spritt sig ända ner till Eldslandet.
- Den andra vågen var förfäder till na-denekulturerna. De bosatte sig i Alaska och västra Kanada, men delar av den flyttade långt söderut till USA:s nordvästra stillahavskust och sydvästra USA och blev förfäder till apache- och navajofolken.
- Den tredje vågen var inuiter och aleuter flyytning Amerika.
- Nyligen har genetiska studier givit en antydan om att fyra olika migrationsvågor kan ha kommit från Asien.

## Paleoamerikaner under litisk tid före 8000 f.kr

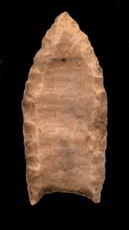
Folsomspets.

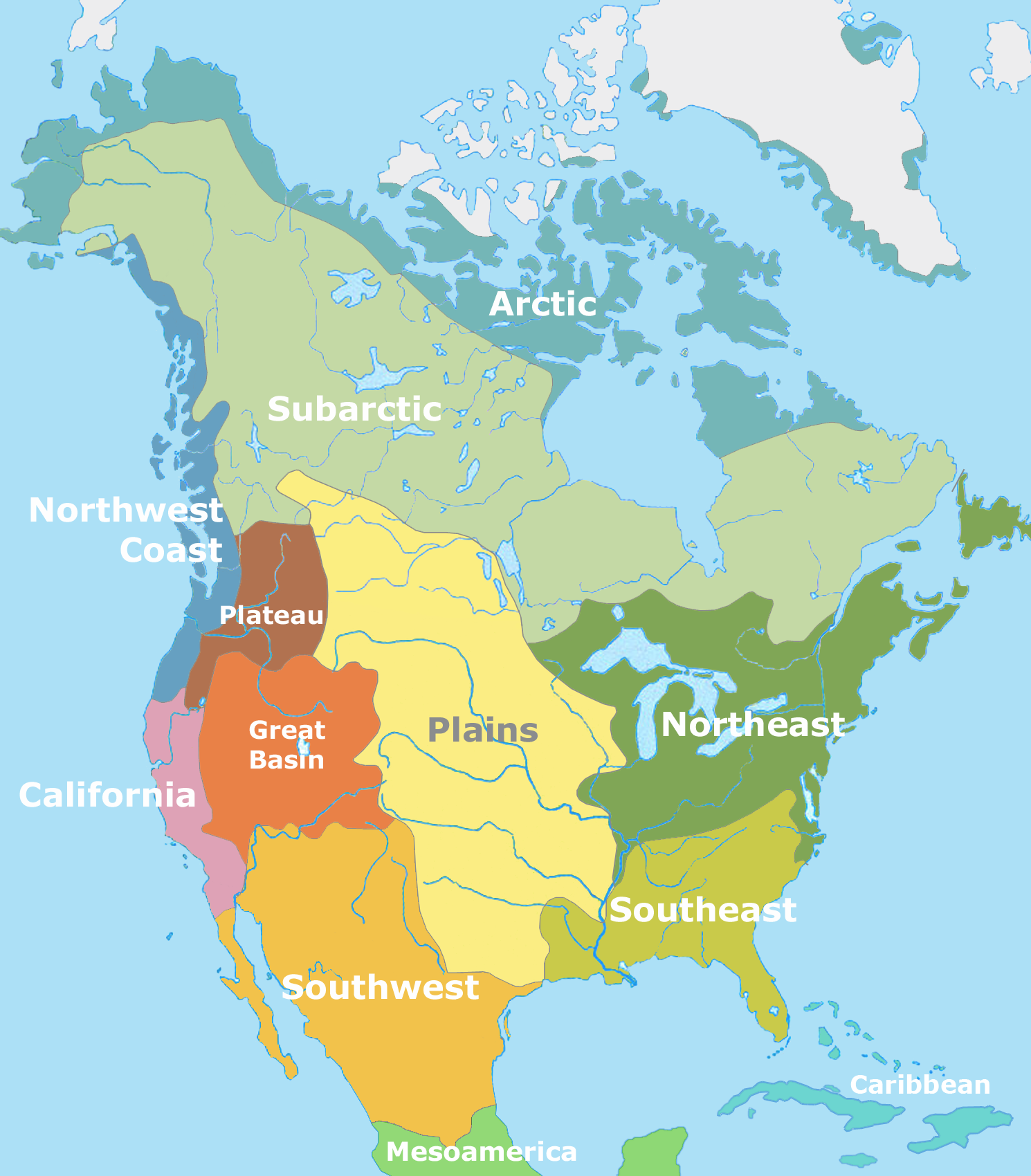
Kulturområden i Nordamerika före Columbus, enligt Alfred Kroeber.

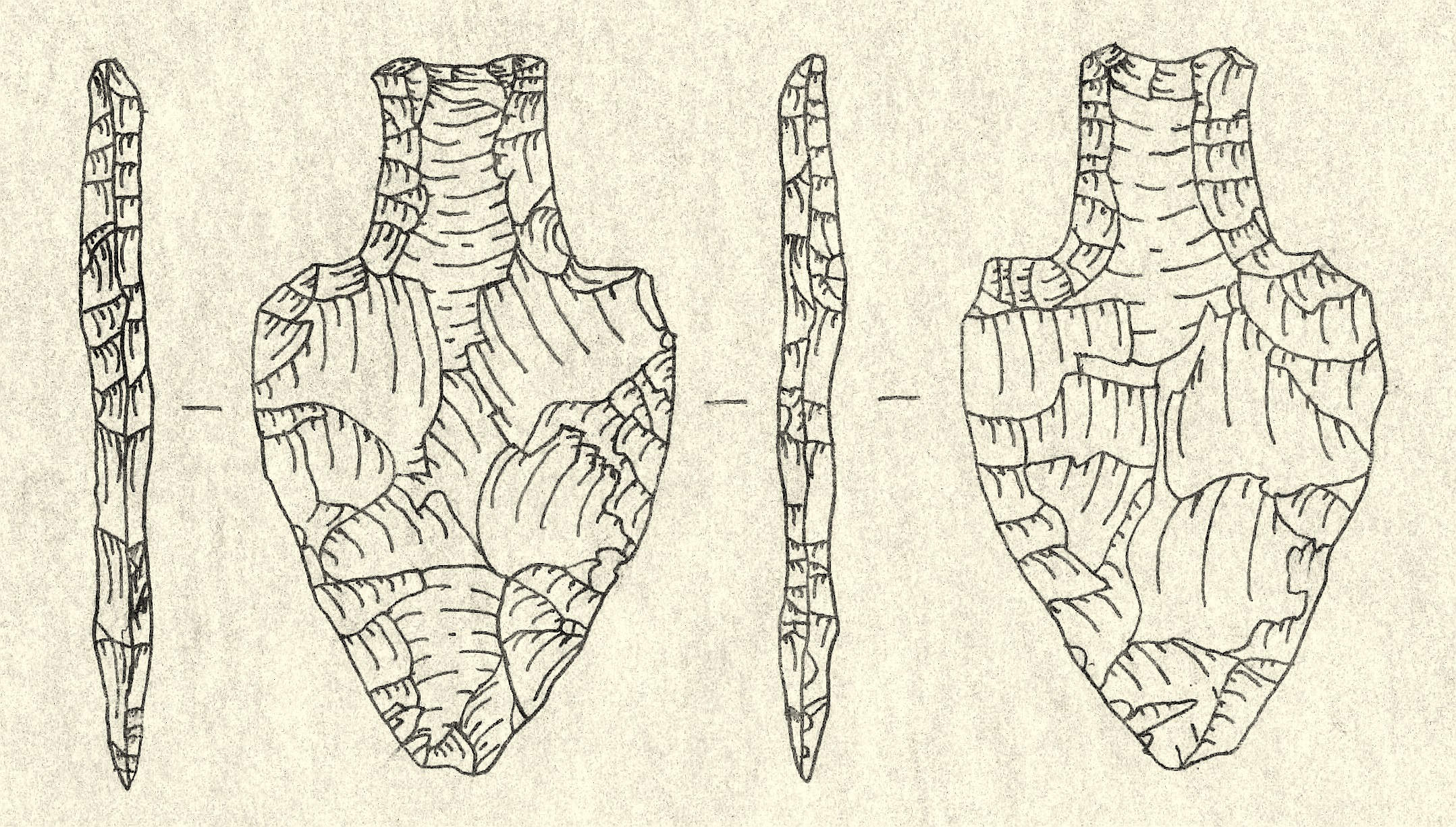
Fiskstjärtspets hittad i Belize.

Den första två perioderna av Amerikans förhistoria har benämnts det litiska stadiet och den arkaiska perioden. Det nordamerikanska klimatet var instabilt när inlandsisen drog sig tillbaka under det litiska stadiet. Klimatet stabiliserades slutligen för omkring 10 000 år sedan. Klimatförhållandena var då mycket lika dagens. Inom denna tidsram, ungefär under den arkaiska perioden, har många arkeologiska kulturer utvecklats.
Det instabila klimatet ledde till en omfattande migration, och de tidiga paleoindianerna spred sig snart över hela Amerika och delades upp i många hundra kulturellt olika stammar.  Paleoindianerna var jägare och samlare, troligen bestod de av små, rörliga grupper bestående av cirka 20 till 50 medlemmar av en utvidgad familj (socialantropologins så kallade bands). Dessa grupper flyttade ofta från plats till plats på jakt efter nya resurser. Under delar av den paleoindianska perioden tros banden ha livnärt sig främst genom jakt på den nu utdöda megafaunan.  Paleoindianska grupper tillverkade olika verktyg, och deras distinkta projektilspetsar och knivar var ofta typiska för de olika grupperna. Mindre utmärkande var slaktredskap och redskap för hudberedning. Den nordamerikanska kontinentens vidsträkthet och variationen i dess klimat, ekologi, vegetation, fauna och landformer ledde till att forntida folk utvecklade många olika språkliga och kulturella grupper.  Detta återspeglas i ursprungsbefolkningarnas muntliga historier, som beskrivs av ett brett spektrum av traditionella skapelseberättelser som ofta berättar att ett visst folk har levt i ett visst territorium sedan världens skapelse.
En av de tidigaste kulturerna med utbredning främst i dagens USA var Cloviskulturen, identifieras genom flathuggna spjutspetsar som kallas Clovis-spetser. Under några hundra för omkring 11 000 år sedan sträckte sig kulturen över största delen av Nordamerika. Artefakter från denna Kulturen fick sitt namn från orten Clovis, New Mexico där de första spetsarna av kulturen hittades. Folsom-kulturen var en liknande yngre jägarkultur som främst jagade Bison antiquus, en nu utdöd art av bison. Folsomspetsar var lite kortare och lättare, kanske anpassade till mindre byten.
År 10 000 f.Kr. var människan relativt väletablerad i hela Nordamerika. De första invandrarna, paleoindianerna, jagade istidens megafauna men när denna fauna började dö ut vände sig människor istället till bisonoxar som födokälla. Med tiden blev vegetabilier som fröer och bär allt viktigare komplement till jakt. Paleoindianerna i centrala Mexiko var de första jordbrukarna i Amerika och började odla majs, bönor och squash omkring 8 000 f.Kr. Kunskapen  började spridas norrut i Nordamerika. Omkring 3 000 f.Kr. odlades majs i dalarna i Arizona och New Mexico, och primitiva bevattningssystem infördes senare i byar Hohokamkulturen. Under tusentals år har paleoindianerna domesticerat, fött upp och odlat många växtarter, inklusive grödor som under 1900-talet utgjorde stora delar av skördarna i det globala jordbruket. I allmänhet fortsatte de arktiska, subarktiska och kustnära folken att leva som jägare och samlare, medan jordbruket praktiserades i mer tempererade och ibland torrare områden. Jordbruket möjliggjorde en stor befolkningsökning.
En senare andra migration inträffade omkring 8 000 f.Kr. Den har identifierades av lingvister, antropologer och arkeologer  Invandrarna var förfäder till Na-Dene-talande folk, som nådde nordvästra Stilla havet omkring 5 000 f.Kr.  Därifrån flyttade de söderut längs Stillahavskusten och även en bit in i inlandet. De byggde stora flerfamiljshus i sina byar, som endast användes säsongsvis på sommaren för att jaga och fiska, och på vintern för att samla matförråd.  Oshara-kulturen var annan grupp, från 5 500 f.Kr. till 600 e.Kr. Gruppen var en del av de arkaiska grupperna i sydvästra delen USA som kom att spela en stor roll i utvecklingen av kulturen i detta område.

## Den arkaiska perioden 8000 f.Kr till 1000 f.Kr

### Definition
Den arkaiska perioden var en period som kännetecknades av att befolkningen fortsatte leva som jägare och samlare. I sydvästra USA med jakt på hjortar och småvilt kompletterat med växtinsamling av frö, nötter och rötter, fisket dominerade vid stillahavskusten och var viktigt vid sjöar och floder. På slätterna fortsatte man med buffeljakt. Perioden slutade då man övergått till jordbruk vilket betyder att den inte slutade samtidigt överallt. Den arkaiska perioden varade från cirka 8000–1000 f.Kr, olika i olika områden beroende på när jordbruket introducerades. De arkaiska kulturerna blev allt mera stationära, bosatta på fasta platser. Ofta fanns bosättningar i närheten av vattendrag som  gav möjlighet till mer varierande näringsfång. Men det vanligaste levnadssättet var  fortsatt jägare-samlare i små rörliga grupper, ibland med flyttningar under olika årstider. Bofasthet och befolkningstillväxt gav  på den Nordamerikanska kontinenten upphov till många olika stammar, och de kulturella skillnader kan studeras bland annat i de olika typerna av spjutspetsar och deras variation över tiden.

### Klimatförändringar
Delar av storviltfaunan under istiden dog ut redan före istidens slut. När klimatet blev varmare i slutet av istiden blev många områden i Nordamerika som en gång var grässlätter, och i norr tundran skogbevuxna. Samtidigt drog sig isen tillbaka från USA:s territorium norrut och i nordost. Megafaunans utdöende orsakades delvis av jakt, dels på grund av klimatförändringar runt 10 000 f.Kr. Grupperna tvingades att förändra sin jakt till mindre byten. Norrut retirerade isen och på den nyligen blottade marken vandrade nya växter in. I sydväst blev klimatet torrare. Omkring år 8000 f.Kr började miljöförändringarna avta  och klimatet blev stabilare. Klimatet var först något kyligare och fuktigt mellan 7000 och 5000 f.Kr. Sedan följde en varmare period och torrare under klimatmaximum under holocen  5000–2500 f.Kr med en topp cirka 4 400 f.Kr. Ett klimat likt dagens börjar 2500 f.Kr. Klimatförändringar kan möjligen spåras i de olika projektilspetsar som användes av jägare. De större spetsar som liknade Clovis-spetsar försvann omkring 5000 f.Kr. Präriens gräsmarker hade sin största utbredning under den varmaste perioden av holocen.

### Jordbruk och bofasthet
När jordbruket låste bosättningarna i slutet av perioden så upphör arkaisk tid. Fler och fler människor började odla marken vid sidan av jakt. Man försökte  underlätta jakt på hjortar genom att bränna skogen. Man bodde på fasta platser och började bygga monumentala högar. Den arkaiska perioden upphörde i vissa områden redan 3000–2000 f.Kr., medan i andra områden först efter 700 f.Kr. Befolkningen och befolkningstätheten ökade och stora delar av Nordamerika beboddes. I bofasta bosättningar användes tyngre verktyg som inte behövde bäras runt, inklusive tunga malstenar och slipstenar. Rörligheten minskade men ojämlikheten i grupperna ökade, men  gruppstorlekarna var fortfarande små. Fientligheter mellan olika stammar försvårade varuutbyte av material från avlägsna platser, och material från närområdet,  sten av lägre kvalitet användes mera. Under slutet av arkaiska perioden expanderade handeln igen. 

## Arkaiska periodens historia

### Tidiga arkaiska perioden 8 000–6 000 f.Kr.
I början av den arkaiska perioden fanns det under 2 000 år en art av stora bisonoxar, nu utdöda, i Nordamerika som jagades. En av de tidigaste kulturerna efter Folsom var Norra Planokulturen döpt efter slätterna, där den uppstod. Den utvecklade nya typer av stenspetsar med flathuggning anpassade för nya sätt att skafta spetsarna. Kulturen hade en mycket stor utbredning och splittrades i flera grupper då ett varmare klimat ändrade de ekologiska förutsättningarna. Planokulturen fortsatte den paleo-indianska kulturen praktiskt taget oförändrat på prärien. Människor rörde sig i en årscykel i grupper om 25 till 100 personer på sin jakt efter vilt och samlade växter under sitt kringströvande liv. 

### Daltonkulturen
Den tidiga arkaiska kulturen i österns skogsmark och prärie skilde sig åt från Planokulturen. En kultur i sydöst under den arkaiska periodens början är Daltonkulturen. Denna kultur utvecklades i den skogbevuxna delen av Nordamerika bland annat i floddalen vid Mississippi. Man bytte basläger med några års mellanrum beroende på tillgången på vilt. Förutom större byten som hjortar idkade man småviltsjakt. Kulturen är känd för att de tillverkade de första yxorna i Nordamerka. Bebyggelsen var troligen koncentrerad kring floder, längs vilka man kunde vandra mellan sommar- och vinterläger. Den arkaiska tiden i den östra skogsmarken var ganska enhetlig i hela det stora området under perioden. Utvecklingsserien av spetsar gick från Dalton till Morrow Mountain-typen. Upptäckten av artefakter och ett stenbrott vid Morrow Mountain var av stor betydelse. De äldsta fynden var 12 000 år gamla. Morrow Mountain hade de största förhistoriska stenbrotten i dagens Carolina. Lite öster om den lilla staden Badin, i nordöstra Stanly County, ligger utgrävningsplatsen Hardaway. Stenverktyg och stenspetsar i tusental har grävts ut och platsen är en av de mest omfattande fyndplatser för tillverkning av litiska föremål som finns i Nordamerika. Råmaterialet för dessa jaktspetsar och verktyg kom från toppen av Morrow Mountain, cirka 7 km från Hardaway. Verktyg gjorda av denna speciella sten, rhyodacite - handlades bland infödda folk och har hittats från Maine till Florida.
Senare uppstod nya regionala typer av spetsar såsom Palmer, Kirk och LeCroy. Uppkomsten av många regionala typer tyder på uppkomsten av nya stammar och en trolig befolkningstillväxt. Från denna tid har man bland annat hittat nålar, fiskekrokar, spjutkastare, kanoter, klädesplagg, borrar och knivar.

### Verktyg och teknik
Tekniken under den arkaiska kulturen var typisk för jägare och samlare. Redskapen framställdes av naturliga råvaror. Under perioden utvecklades nya verktyg för olika användningar. Mångfalden av verktyg var stort och de utvecklades olika i  kulturområden men de påverkades också av tillgängligt material och de behov som området s miljö erbjöd. Spjutkastaren experimenterade man med för att utveckla mer kraft i jaktvapen. Under sen arkaisk period fästes vikter av sten på atlatl (spjutkastaren) för att öka dess kraft.En stenyxa med en urgröpt sida, en skåra för att kunna fästas på ett handtag hittades i Iowa under den arkaiska perioden vid Cherokee Sewer.
De tidigaste resterna av yxor, båtar, vävda kläder och korgar går tillbaka till den arkaiska perioden. Förutom i korgar förvarades mat i läderpåsar. Nya metoder för tillagning och konservering av mat introducerades. Hunden domesticerades i Amerika under den arkaiska perioden. Keramik tillverkades inte, pipor och fat var gjorda av sten. Pil och båge kom till Kanada från Asien omkring 2500 f.Kr. och spreds långsamt söderut.
Området i Yellowstone National Park hade först avlånga spetsar som liknade paleolitiska spetsar daterade till runt 7300–6000 f.Kr. De följdes senare av helt andra mindre spetsar, mer triangulära från 6000 f.Kr. De blev ännu mindre och smalare omkring 3500 f.Kr.
Omkring 8000 f Kr avslutas istiden och havsnivåerna höjs översvämmar Beringia landbryggan bridge, och stänger den primöra invandringsvägen från Sibirien. Vid denna tid får sydvästra USA mer regn och i området levet mammut, mastodont och flera bisonarter som dock utrotas relativt snabbt. Jägarna i området använder atlatl, spjutkastare i sin jakt. 7500 finns det bevis för korgtillverekning. Kennewick-mannen dör vid Columbiasfloden cirka 7500 f.Kr i Washington ett relativt komplett skelett av en tidig urinvånare. Från 7000 f.Kr är människorna mer beroende av hjortar, nötter och vilda gräs när klimatet blir varmare och torrare. Från 7000 f.Kr tillämpar ursprungsamerikaner i Lahontan Basin, Nevada mumifiering av sina döda med stor omsorg visad de döda.

### Mellersta arkaiska perioden
Efter migrationen dröjde det flera tusen år innan de första komplexa samhällena uppstod, de tidigaste uppstod för cirka sju till åtta tusen år sedan. Så tidigt som 6500 f.Kr. byggde människor i nedre Mississippidalen vid Monte Sano komplexa jordvallar, troligen för religiösa ändamål. Detta är det tidigaste dateringen av många högkomplex som hittats i dagens Louisiana, Mississippi och Florida. Sedan slutet av 1900-talet har arkeologer utforskat och daterat dessa platser. De har funnit att de byggdes av jägar- och samlarsamhällen, vars folk bodde på platserna under vissa årstider. Dessa samhällen saknade keramik. Watson Brake, är ett stort komplex i  Ouachita Parish, nära Monroe i norra Louisiana, med elva plattformshögar, som byggdes med början 3400 f.Kr. och byggdes om i över 500 år. Dessa komplexa konstruktioner byggda av jägare och samlare visar att bofasta jordbrukssamhällen inte är de enda mänskliga samhällen med möjlighet att bygga stora konstruktioner. Bofasta stratifierade samhällen är inte en absolut förutsättning  för att bygga komplexa högar i en annan social struktur. Naturvetenskapliga dateringar av arkaiska platser från mellersta tiden i norra Louisiana, Mississippi och Florida har ifrågasatt  traditionella utvecklingsmodeller. Andra tidiga högplatser fanns vid Frenchman's Bend och Hedgepeth från samma tidsperiod. Alla byggdes av lokala samhällen. Det är nästan 2 000 år före Poverty Point båda ligger i norra Louisiana. Mer än 100 platser av detta slag har identifierats som anknyts den regionala Poverty Point-kulturen under den sena arkaiska perioden. Den var en del av ett regionalt nätverk för handel över hela sydöstra USA. 
Över de sydöstra skogarna, redan med början omkring 4000 f.Kr., utnyttjade människor våtmarkernas resurser och skapade stora kökkenmöddingar. Skalbankarna utvecklades där människorna bodde längs floder. Bevisen är färre på att arkaiska folk bodde längs havskusterna före 3000 f.Kr. Arkaiska platser vid kusten kan dock ha översvämmats av stigande havsnivåer. En plats på 5-7 meters djup i vattnen utanför St. Lucie County, Florida, har daterats till 2800 f.Kr. 3000 f.Kr. började man exploatera ostron i mycket  stor skala.  3000 f.Kr. till 1000 f.Kr. bildades så kallade skalringar, stora skalbankar som omger öppna platser längs kusten. South Carolina och Georgia har talrika högar med rester av skaldjur som också finns utspridda runt Florida och längs Mexikanska golfens kust västerut ända till Pearl River i Louisiana. På vissa platser som Horr's Island i sydvästra Florida räckte skaldjursresurserna till stora samhällen. De  byggde högar året runt på platsen Fyra skal/sandhögar på Horr's Island har daterats till mellan 2900 och 2300 f.Kr.

### Sydvästra Nordamerika
I sydväst dateras det arkaiska i allmänhet från 8000 år sedan till ungefär 1800 till 2000 år sedan.  Under denna tid utvecklade folket i sydväst en mängd olika försörjningsstrategier, alla med sina egna specifika tekniker. Näringsinnehållet i olika gräsfrön upptäcktes och platta stenar användes för att mala mjöl för att producera välling och bröd. Denna användning av malstennar från omkring 7500 f.Kr. markerar början på den arkaiska traditionen i sydväst. Små grupper av människor vandrade runt i området och samlade olika växter som frukter av kaktusar, mesquitebönor, ekollon och pinjenötter. De små grupperna hade gemensamma uppsamlingsplatser där de slog läger under en del av året. 
Sent under den arkaiska perioden började man odla majs, förmodligen införd i regionen från centrala Mexiko.Man odlade vid lägerplatser med god tillgång till vatten. Olika sorter av majs har identifierats i de mer regnrika högländerna och andra sorter i ökenområdena, vilket kan ha orsakats av lokala mutationer eller successiv introduktion av olika arter. Andra domesticerade grödor omfattade också bönor och squash. För cirka 3 500 år sedan ledde klimatförändringarna till sämre vattentillgång, vilket ledde i området fick ett torrare klimat med till dramatiskt minskade befolkningar. De oftast familjebaserade grupper som stannade i området bosatte sig i grottor eller klippöverhäng i söderläge oftast i kanjons. Ibland bodde dessa människor i små halvpermanenta byar på öppna platser. Bevis på betydande bosättning har hittats i den norra delen av Sydväst, från Utah till Colorado, särskilt i närheten av moderna Durango, Colorado. 
Från 6500 f.Kr. finns en omstridd kultur tolkad som både storviltjägare och samlare San Dieguito-kulturen. Kulturen varar under flera tusen år. Den följs av La Jolla-kulturen som är mer bunden till havet. En annan tidig tradition är den arkaisk-tidiga korgmakarkulturen från cirka 7000–1500 f.Kr. Kulturen använder sig av flätade korgar för att lagra mat av insamlade frukter och frön. Kulturen skiljer sig inte så mycket från andra i området. 
Cirka 5500 f Kr börjar Osharakulturen den nordliga traditionen av Picosa-kulturen var en arkaisk tradition i sydvästra Nordamerika med utbredning i norra och centrala New Mexico, södra Colorado, och sydöstra Utah. Osharakulturen fortlevde ända till 460 e.Kr. Kulturen var en av föregångare till korgmakarkulturen och det forntida Pueblo-folket. Kulturen indelas i sex faser. Kulturens äldsta fas Jay-fasen var jägare-samlare, som åtskildes från tidigare paleoindianer, när man koncentrerade sig på jakt och insamling av lokalt tillgängligt vilt och mat. Ofta låg boplatser nära ravinöppningar.  Artefakter inkluderar grova stenverktyg för bearbetning av mat och långa, smala projektilspetsar. Under Armijo-fasen började odling av majs, vilket möjliggjorde matöverskott. Säsongsboplatser med upp till 50 personer blev möjliga med lagren av odlad majs.  Irwin-Williams drog slutsatsen att Oshara kan ha varit den första kulturen i sydvästra USA som odlade grödor. Kulturens odling av majs omkring 3000 f.Kr kan ha varit den första i området. En Medio-fasen har fler boplatser ofta vid foten av klippor, med nya lagringsgropar för överskottsmat. Kulturen var en del av den sydvästra korgmakarkulturen. Nästa stadium Trujillo-fasen introducerar keramik. Med keramik och jordbruk har kulturen lämnat det arkaiska stadiet bakom sig.  
Före 5000 f. Kr. börjar Cochisekulturen ta form i Arizona och sydvästra USA. Efter en kort inledande fas med jakt på storvilt övergår kulturen samlar vilda växter som mals med hjälp av runda stenar. 4000 f. Kr. kultiveras majs i mesoamerika medan innevånarna i Peru kultiverar bönor och squash. Dessa gröder sprider sig till Nordamerika och når även Cochisekulturen. Chihuahuakulturten är bosatt lite längre söderut in i Mexiko med en utbredning i tid från 6000 f.Kr. till några hundra år e.Kr. 

### Great Bassin
Nordamerikas äldsta kända hällristningarna har hittats finns i Great Basin-området. Nära Winnemucca Lake i Nevada daterades  hällristningar till en ålder av mellan 10 500 och 14 800 år. Arkeologer benämnde den lokala kulturen 9 000 f.Kr. till 400 e.Kr. för Great Basin Desert Archaic som var nästa kulturgrupp som ockuperade denna region. De var jägare-samlare som följde vilt svartsvanshjort och antiloper. De samlade också vilda växter som lök, Great Basin vild råg och pinjenötter. De använde slipstenar för att bearbeta växtfrön. De gjorde också korgar, mattor, hattar och sandaler av växtfibrer och använde djurhudar för att göra sina tyger, filtar och mockasiner. Pärlor tillverkade av marina skal indikerar handel med folk vid kusten. Spjut användes fortsatt att jaga storvilt, men projektilspetsarna var mindre  stämda spetsar med markerade hörn. Denna kultur följdes av Fremontkulturen, som var jägare-samlare och jordbrukare. Numictalande stammar som var förfäder till dagens Shoshoner och både norra och södra paiutefolket kom till regionen omkring 1300-talet e.Kr.  

### Stilla havskusten
6000 f.Kr bosätter sig förfäder till penutien talande grupper på nordvästplatån vid Stilla havet. Vid samma tid jagar rörliga nomadiska jägare i subarktiska Alaska karibou (huvudbyte) och annat mindre vilt. Omkring 6000 f.Kr börjar aleuter komma till öarna som får namnet Aleuterna. 5700 f.Kr får Mount Mazama i Oregon ett utbrott. Befolkningen på nordvästplatån vid Stilla havet börjar bli beroende av lax för sin försörjning. Från 5000 f Kr är urinnevånarna vid Stilla Havet från Alaska till Kalifornien en fiskeekonomi med främst lax som vanligaste fångst. Andra grupper i området använder skaldjursresurser och jagar havsdäggdjur.   
Old Copper-kulturen börjar redan 5000 f Kr hamra metallen till olika redskap och smycken som knivar, yxor, sylar, halsband, ringar och hängen. Från 4000–1000 f Kr finns   Old Copper-kulturen i området runt de stora sjöarna. Kulturens kopparprodukter som verktyg, smycken och bruksföremål handlas inom prärieområdet och i Ohiofloden dalgång. Smycken av snäckskal och kopparföremål hittade vid Indian Knoll i Kentucky visar på detta stora handelssystem över flera tusen år.

### Shield Archaic
Den så kallade arkaiska sköldkulturen var en distinkt regional kultur som existerade under holocens klimatoptimum, med början för cirka 6 500 år sedan. Under denna varma period flyttade skogarna norrut och temperaturerna var varmare än de var i slutet av 1900-talet. Kulturen är förknippad med den norra gränsen för skogarna och övergångsområdet mellan boreal skog och tundra i vad som nu är norra Saskatchewan och Northwest Territories, nära Lake Athabasca. Den sena arkaiska fasen (3 500–4 450 f.Kr.) har dock boplatser så långt bort som Manitoba, och arkeologer har undersökt förmodade boplatser så långt bort som Killarney Provincial Park nära Georgian Bay i Ontario. Den kanadensiska arkeologen J. V. Wright hävdade 1976 att Shield Archaic hade uppstått från Northern Planokulturen, men detta ifrågasattes av Bryan C. Gordon i en publikation från 1996.  Sköld Arkaiska verktyg skilde sig åt i sin utformning mellan platser i skogen och på tundran.  Man har hittat redskap som användes för hyvling av trä, ben- eller hornbearbetning.  Befolkningen  jagade karibou, med jaktplatser ofta vid vadställen på samma sätt som hamburgkulturen i tunneldalarna.
Norrut i Alberta Kanada jagas bison Från 3500 f.Kr. över klippkanten vid Head-Smashed-In Buffalo Jump. Platsen är idag på världsarvslistan.
Under den mellersta arkaiska perioden började de olika kulturella områden att utformas och de olika områdena formade på grund av sina olika naturliga föutsättningar olika materiella kulturer. Det är detta som är grundvalen för kartan Kulturområden i Nordamerika före Columbus, enligt Alfred Kroeber som visa ovan.

### Senarkaisk tid 3000 f.Kr till 1000 f.Kr

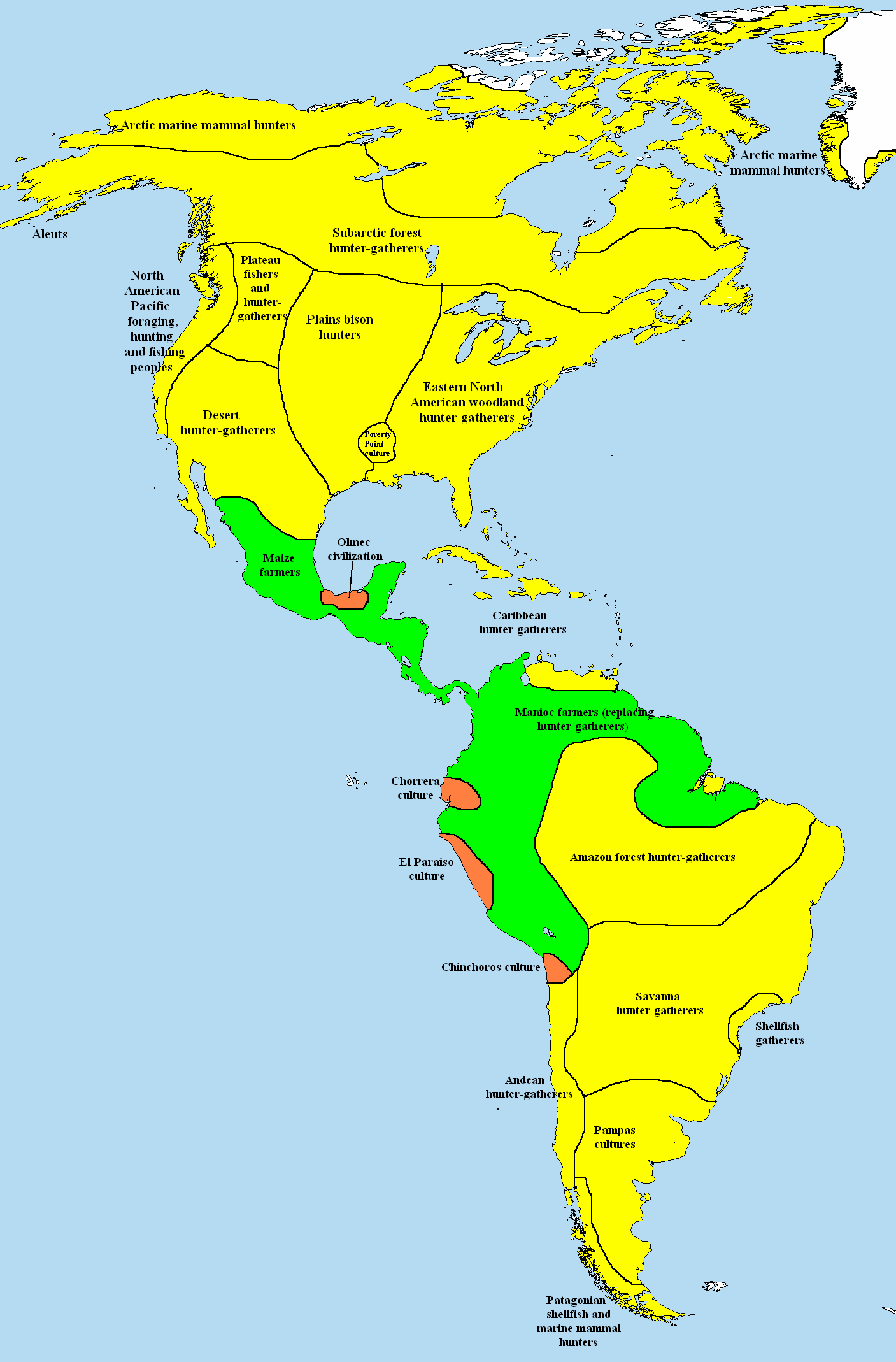
Förenklad karta över förjningsmönster in Amerika omkring 1000 BC
jägare och samlare
enkla jordbrukare
avancerade jordbrukare

Under den senarkaiska tiden börjar odlingen spridas över Nordamerika. Omkring år 3000 f.Kr. börjar man odla på de stora slätterna och upp mot nordost i Nordamerika odla solrosor och Iva annua , en ettårig växt i solrosfamiljen som odlades för sina ätliga frö. Odlingen börjar i den amerikanska södern men urinvånarna i nordost odlar amarant och Iva Annua. Efter att ha skördat dessa växter maler man frön till mjöl. Cochisekulturen i sydvästra USA börjar odla en primitiv form av majs som har importeras från Mesoamerika. Vanliga bönor och squash följer senare. 2500 f.Kr är Cochisekulturen redan skickliga jordbrukare i sydvästra USA. i  Aridoamérica är en kulturell region som ligger mellan det norra centrale området i Mexico och södra USA. Begreppet skapades för att beskriva en kulturell region som exisisterade före den europeiske koloniseringen området. Aridoamerika gränsar mot söder med Mesoamérika och i norr med Oasisamérika. Klimatet är torrt med svag ekologisk mångfald ger svårigheter i försörjningen. Vatten tillgången består av små bäckar och underjordisk strömmar med enstaka källor. Trots dessa förhållande börjar man odla majs i området omkring 2100 f.Kr
Vid Stillahavskusten börjar befolkningen omkring 3000 f.Kr. exploatera de rika skaldjursresurserna och vid samma tid ökar också fisket i betydelse för försörjningen för de som bor på den nordvästra platån. Ungefär 1500 f.Kr. kommer folk som talar Salishan-språk till platåregionen i nordvästra USA. 3000 f Kr samma tid kommer algonkintalande urinnevånare till de nordöstra skogsområdena söderifrån. Handel med prydnader av snäckskal och kopparföremål vid Indian Knoll i Kentucky vittnar om handelssystem under flera årtusenden. Annars är Indian Knoll mest känt för sina omkring 1000 gravar som gett viktiga informationer om hälsotillstånd, medellivslängd och skador av våldshandlingar under arkaisk tid. 2900 f.Kr. börjar Stallingskulturen vid Savannah River tillverka keramik. Vid samma tid var keramiktillverkningen spridd i Sydamerika, men hade inte nått Mesoamerika. Keramiktillverkningen är utbredd i de östra skogsmarkerna först omkring 1000 f Kr alltså efter Old Copper-kulturen.  1000 f.Kr. kommer Athapaskantalande infödingar till det nordamerikanska Arktis, möjligen från Sibirien.

### Poverty Point

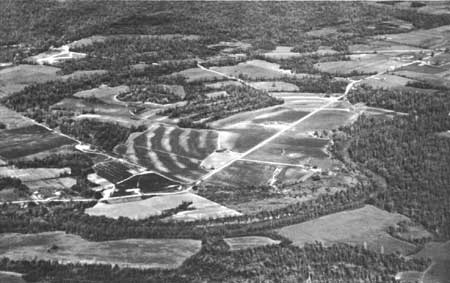
Rester av Poverty Point (flygfoto)

I  i nordöstra Louisiana uppstod en kultur omkring 1700 f.Kr som döptes till Poverty Point. Poverty Point i Louisiana utvecklades till en stad eller stor samlingsplats. Platsen var en stor handelsplats från omkring 1300 f.Kr. Här har hittats finare stenarbeten, avancerade flintverktyg, lergods och avbildningar. Man byggde på platsen koniska högar och platåhögar, samt planerade anlagda bosättningar på koncentriska byggda jordåsar. Det var det första riktigt stora stadsliknande samhället längs Mississippifloden och även den äldsta platsen av denna typ i Nordamerika. Den var byggd i form av en halvcirkel och bestod av sex halvmånformade ringar byggda av jord. Den inre ringen var cirka 600 meter i diameter. Den yttre ringen avbröts i mitten av en kulle som var cirka 2 meter hög och 20 meter bred vid basen. De arkeologer som tror att det var en stad uppskattar att det fanns omkring 600 hus och att samhället hade 4000 till 6000 invånare. Andra liknande men betydligt mindre bosättningar vid Mississippi var uttryck för Poverty Point kulturen. Plattformarna på platsen ses som tempel och eftersom de  liknar olmekiska strukturer, kan möjligen dessa första stora bosättningar ha påverkats av dem. De sex vallarna och de sex högarna vid Poverty Point anses vara en modell av världen. Det finns sex riktningar, det vill säga solens fyra riktningar, plus himlens zenith och jordens nadir. Halvcirklarna är orienterade mot öster med sin öppning mot soluppgången. Enligt Jon Gibson, skapade högarna också ett samhälle. Han menade att samarbetet vid byggandet av platsen bidrog till samhällsbyggandet.
Det är under den sena arkaiska perioden som jordbruket sprids over den nordamerikanska kontinenten och det är också då som keramik börjar användas. Vid floderna Mississippi och Ohio utvecklas högbyggarkulturer med rätt stora städer. Även det torra karga sydvästra området befolkades och jordbruket började spira i cochisekulturen, Den arkaiska tidsperioden är lån och omfattar hela 7000 år.  Tidsindelningen skiljer sig från den europeiska tidsindelning som bygger på teknolgiska grunder och jordbruk och metallers introduktion. I Nordamerika introduceras koppar mycket tidigt med Old copperkulturen som inte bygger på metallurgi med smältning och den är mycket tidisare än i Europa.  Inte heller verkar jordbruket har varit nödvändigt fö uppkomsten av mera komplicerade samhällsstrukturer vilket ses av högbyggarkulturen vid floderna. Utvecklingen av kulturen i Amerika skjiljer sig på väsentliga punkter från den europeiska.

## Den formativa perioden
I nordamerikansk kronologi är den formativa perioden eller Neo-Indian period en term som tillämpas på nordamerikanska kulturer som existerade mellan 1000 f.Kr. och 500 e.Kr.  Det finns andra system, och denna kronologi skulle överlappa vad andra kallar  Woodland-periodens kulturer. De formativa, klassiska och postklassiska stadierna benämns ibland tillsammans som den postarkaiska perioden, som sträcker sig från 1000 f.Kr. till nutid. Kulturer i Nordamerika inkluderar: Adenakulturen, Oasisamerika, Woodland, Fort Ancient kulturen, Hopewellkulturen och Mississippikulturen.
I mesoamerikansk kronologi slutar arkaisk tid år 2000 f.Kr, och därför löper den formativa tiden (eller förklassiska) från omkring 2000 f.Kr. till 250 e.Kr. Den formativa fasen av mesoamerikanska indiankulturer är den period då keramik blev vanligt. Perioden börjar med de första keramikkärlen och slutar med uppkomsten av högkulturer som mayafolket. Därför kallas detta skede  också den förklassiska perioden. Perioden är indelad i tre delar: Tidig bildningsperiod cirka 2000–1200 f.Kr., mitten 1200–600 f.Kr. och slutet av 600 f.Kr. – 250 e.Kr. Tiden täcker hela Olmeckulturen och de tidiga stadierna av Mayakulturen och Zapotec-civilisationen.
Den formativa fasen är ett stadium av den kulturells utvecklingen. I slutet av 1950-talet skrev Gordon Willey och Philip Phillips i sin bok Method and Theory in American Archaeology. Denna period var i mitten av de fem stadierna av kulturell utveckling i deras klassificering. Enligt deras definition bor människorna i detta skede i byar och odlar majs eller kassava. Definitionen motsvarar alltså den neolitiska definitionen som användes i den gamla världen, men på 1950-talet avstod amerikanska forskare från att använda europeiska begrepp. Nya arkeologiska fynd har gjort att senare forskare i viss mån ifrågasatt distinktionen och definitionerna av Willey och Phillips arbete. Perioden var till en början uppdelad i två, senare oftast i tre underavsnitt. Den formativa perioden kallas ibland den förklassiska perioden, är en period inom amerikansk arkeologi och gäkller alltså även Sydamerika. Denna period sträcker sig från cirka 2000 f.Kr. till cirka 500. Perioden föregås av den arkaiska perioden som slutar vid olika tider beroende på när jordbruket introduceras. Jordbrukets framväxt markerar övergången mellan de två perioderna. Under den formativa perioden utvecklades också vävning och de första riktigt permanenta bosättningarna växte fram.
Den utbredda användningen av keramik anses vanligtvis vara ett tecken på att bosättningarna har blivit fasta. Keramik var användbart för att lagra spannmål och skydda mot skadedjur, och jordbruk kräver vanligtvis ganska fasta bosättningar. Spår av dessa stationära bosättningar med jordbruk har hittats i de flesta forntida områden där keramik har tillverkats. Resterna av äldre byar har ibland växt lager för lager. Perioden präglades av befolkningstillväxt i alla regioner, främst beroende på jordbruket. På några områden gav detta upphov till hövdingadömen, ibland med konflikter mellan olika hövdingadömen. Perioden utvecklade vid någon tidpunkt och på vissa platser en uppdelning (stratifiering) av befolkningen i ett övre skikt ledd av hövdingen och å andra sidan det vanliga folket. Den formativa perioden studeras av forskare av civilisationens födelse, eftersom det var under denna tid  de flesta av den senare kulturens särdrag utvecklades.

### Adenakulturen

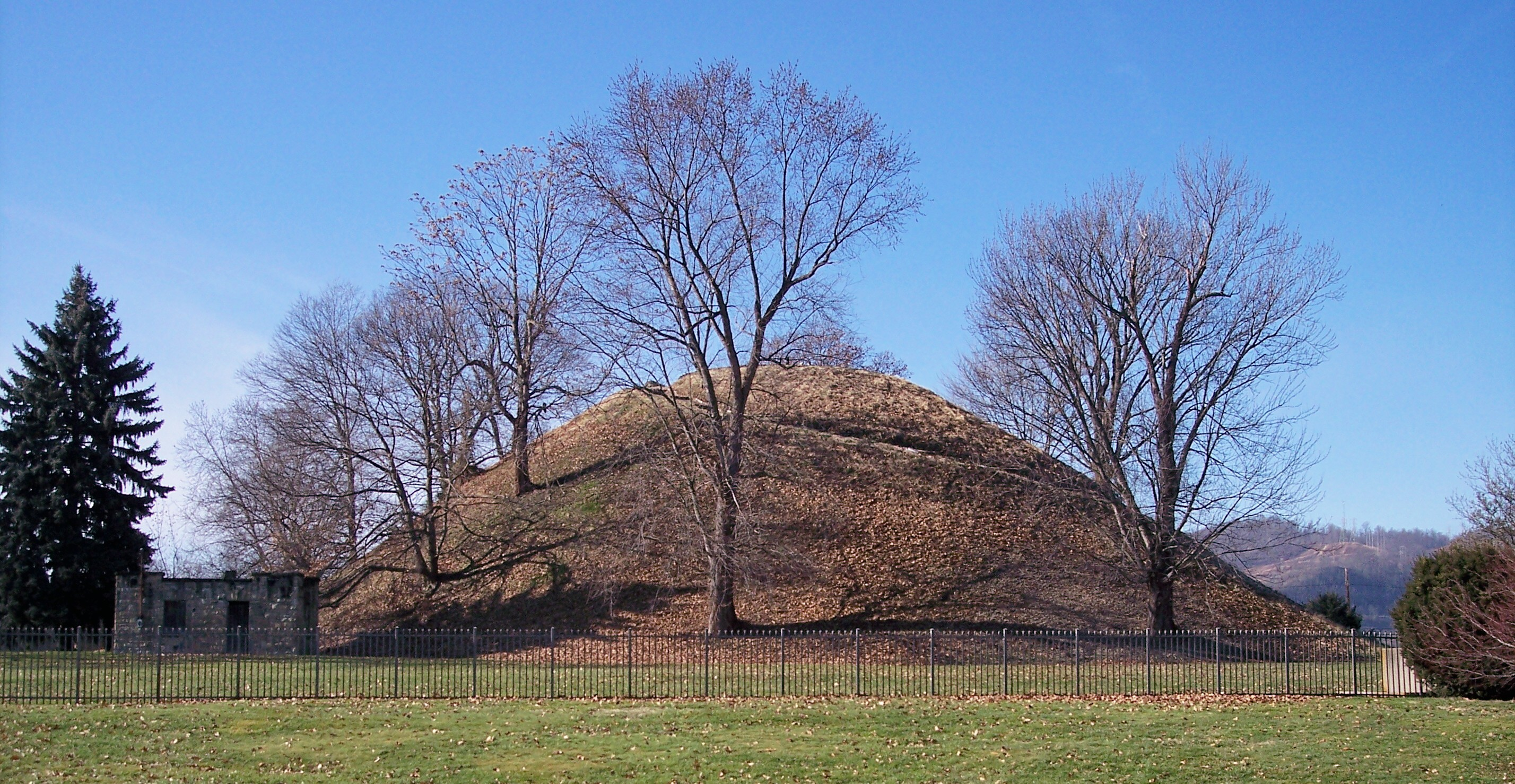
Grave Creek Mound

Inte långt senare, i nuvarande amerikanska delstaten Ohio, började en annan grupp människor resa högar. Dessa var Adenakulturen.  Det har av vissa antagits att denna kultur var förfäder till det algonkinska folket, men det är mycket osäkert. Mellan 1000 och 300 f.Kr. var storhetstiden för denna kultur, som manifesterade sig främst i det ursprungliga området. Inflytandet för kulturen var dock mycket större. Handelskontakter har påvisats med den norra delen i Amerika (de stora sjöarna) för koppar och den södra (Mexikanska golfen) för skal och andra animaliska produkter (sköldpaddsskal, alligatortänder). De högar som restes, till skillnad från högarna längs Mississippifloden, var nästan alla gravhögar. De döda kremerades vanligtvis, men de som befann sig i högre ställning begravdes med ett stort antal gravgåvor  med gravgåvor av bland annat sandstenstavlor, stenhängen, kopparringar, glimmerplattor, keramik och rökpipor av sten. Totalt uppfördes mellan 300 och 500 gravhögar, varav den största, Grave Creek Mound i West Virginia, är cirka 20 meter hög och består av 60 000 ton jord. Människor levde av jakt, fiske, insamling av vilda växter och odling av inhemska grödor som pumpor och ett antal spannmålsgrödor. Den mest kända jordbruksprodukten var solrosen, som har sitt ursprung i gränsområdet mellan Nebraska och Colorado och odlades från runt 2500 f.Kr.
Området vi Stilla Havets nordvästkust fick också de första elitära samhällen under denna period. Det skedde genom en stor tillväxt i handeln med dyrbara produkter med obsidian som ett viktigt exempel. Man byggde de första stora trähusen, vilket bland annat gjorde det möjligt att förbättra förvaringen av mat.

## Mesoamerika
Den formativa perioden började i Mesoamerika lite före 2000 omkring 2500–2450 f.Kr., då keramik började tillverkas där. De äldsta kärlen har hittats t.ex. i västra Mexiko vid Puerto Marqués i delstaten Guerrero, och även vid Matanchén i Nayarit. Tillverkningen av keramik har ofta betraktats som ett tecken på stationär bosättning inom arkeologin. Keramik var relativt tungt och ömtåligt, och är svårare än korgen att transportera med en mobil grupp jägare. Människor bosatte sig i fasta byar runt 2000–1500 f.Kr.

### Den tidiga formativa perioden
Under tiden 2000/1500–900 f.Kr. började de första byarna stratifieras, och majsodlingen var etablerad i området. Utvecklingen var påverkad av kulturerna i Sydamerika, Peru och Ecuador. Kustområdet i västra Mexiko i synnerhet. I delstaten Colima i Mexiko fanns 1500–1000 f.Kr. fanns Capachakulturen vars keramik liknar keramiken från den ecuadorianska Machalillakulturen. Capacha är en  plats belägen cirka 6 kilometer nordost om Colima. Platsen var centrum för Capacha-kulturen. Kulturområdet var beläget mellan Jalisco Sierra Madre Occidental och Colimadalen. Flera platser i regionen hade förbindelser med Capacha, till exempel Embocadero II-platsen i Mascotadalen vilket visas av fynd av gröna stenföremål, cylindriska pärlor av jadeit och möjligen amazonit.  Capacha-kulturen påminner mera om Tlatilco och olmekerna. I den tidiga fasen spreds Capachakulturen till regionen senast 1450 f.Kr. Chapatkakulturen över i den Västmexikanska Schaktgravkulturen som hugger ut gravkammare och ett schakt som leder till kammaren i vulkanisk tuff. Kulturen är känd för sin figuriner i keramik som var gravgåvor i dessa gravar. 
Keramiken började spridas över Mesoamerika redan omkring 2500–2300 f.Kr. De tidigaste keramikkärlen är förknippade med den så kallade Purrón-fasen i de centrala högländerna i Mexiko. Vävstolar blev också vanligare mot slutet av arkaisk tid. Den tidiga formativa fasen kännetecknades av majsodling, vävning, keramik, fruktbarhetsgudar i miniatyr och religiös utövning i hemmet, inte i tempel.
Tidigt började man  bygga monument. Detta har tolkats som ett tecken på någon form av aristokrati. De mest kända förklassiska centra i södra mexikanska höglandet är Tlatilco och Las Bocas från den tidiga bildningsperioden. Stora monument byggda av jord och sten dök först upp hos olmekerna i Tabasco och iden tidiga Mayakulturen. De tidigaste centrala platserna för olmekerna inkluderade San Lorenzo Tenochtitlán på Gulfkusten och Teopantecuanitlan i Guerrero. De tidigaste centra i Mayaregionen var små centra av Nakbe- och Cerro-typerna. Skulpturer från 1800–1500 f.Kr. har hittats i Izapa. Platsen växte sig stor först under den sena förklassiska perioden omkring 1800 f.Kr. 

## Den arktiska invandringen av Paleoinuiter och Inuiter

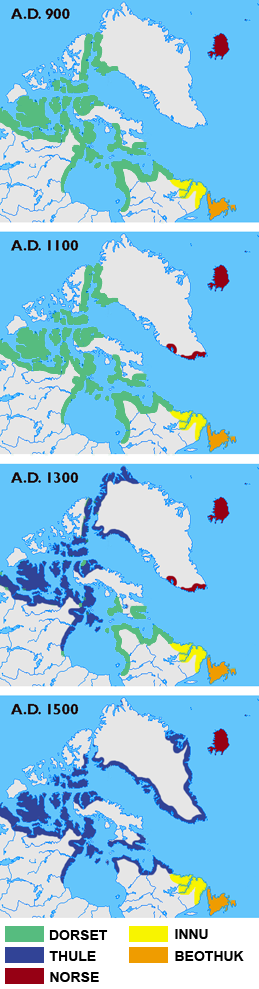

Den femte danska Thuleexpeditionen 1921–1924 som leddes  av Knud Rasmussen utforkade det nordamerikanska Arktis från Grönland till Alaska. Expeditionens grävningar hittade de spår av mänsklig närvaro över stora områden. En kultur var spridd över mycket stora områden. Polararkeologi etablerades efter andra världskriget. Den militära aktiviteten på norra Grönland och i Kanada under det kalla kriget stimulerade undersökningarna. Arkeologerna reste med militära transportplan. Folkförflyttningarna i nordostligaste Asien höll inte på kontinuerligt utan pauser på flera tusen år förekom. Omkring 2000 f.Kr började grupper av nomader lämnade sina jaktmarker kring Berings sund och vid Alaskas nordkust. De rörde sig österut genom obefolkade trakter. De passerade bergskedjor mellan Alaska och Kanada vidare österut över tundran och passerade övärlden i arktiska Kanada. På fem hundra år hade folkgruppen nått Baffin Island och nordöstra Grönlands kust. Flyttningen var ungefär en mil per år. Drivkraften kan ha varit ett varmare klimatet eller ökat befolkningstryck. Dessa invandrare kallas i Kanada Pre-Dorset och på Grönland Sarqaq. Kulturen Independence från Nordamerika bosätter sig på norra Grönland omkring 2 500 f. Kr och de sista beläggen för kulturen var från cirka 1 700 f.Kr. 2400 f. Kr bosätter sig människor av Sarqaqkulturen på Grönland. De kommer från Sibirien och bor kvar på Grönland fram till 400 f.Kr.
Arkeologerna kallar dessa folk ”de små redskapens folk” eller paleoinuiter. Den arktiska småverktygstraditionen, Denbighkulturen, utvecklades på Alaskahalvön, nära Bristol Bay, och på den östra stranden av Berings sund i Alaska under tiden från 4000–800 f.Kr. Deras anpassningar till arktis gick snabbt med snöbostäder (iglor), smidiga kajaker och effektiv jakt på havsdäggdjur. Från 2500 f.Kr till 1800 f.Kr  skapas också en kultur på Aleuterna i Alaska. Dessa paleoinuiter levde ett par tusen år i arktis och utvecklade dorsetkulturen. Dagens inuiter är förvillande nog inte ättlingar till paleoinuiterna. De kom i en andra flyttvåg, thulefolket som började för cirka 1 000 år sedan i trakterna av Berings sund. Nya kulturinslag efter Kr.f. var valjakt med harpun, med stora skinnbåtar, umiaker, och hundslädar. Varifrån dessa  eskimåer kom är oklart, men valfångsten var framgångsrik och befolkningen ökade. För 1 000 år sedan under tidig medeltid blev klimatet varmare, valarna ökade i de arktiska vattnen längs Nordvästpassagen. De nya inuiterna  kallas Thulefolket och de bosatte sig i arktiska Kanada och Grönland. De ersatte paleoinuiterna. Det finns flera teorier om  denna förändring men klara entydiga svar finns inte.
För 5 000 år sedan var de arktiska kusterna runt Ishavet befolkade, i nordliga Europa, Sibirien, Alaska och norra Kanada till Grönland. De cirkumpolära folken runt Ishavet hade ett avbrott endast för Nordatlantens öppna vatten. Arktis var sammanhållet med liknande landskap och hela 1 200 mil utbredning. Landskapet bildar tajga, tundra, isöken och isfyllda vatten med en liknande ekologi som är unik. Haven isolerar normalt kontinenterna från varandra med ekologiska variationer på samma breddgrader. De arktiska folken har liksom naturen gemensamma rötter. Kontaktvägar har gått  från öst till väst eller tvärtom, medan kontakterna söderut var mindre. Den arktiska befolkning består  i modern tid av trettiotal olika folkgrupper. Eurasiens arktiska kust har 26 av dessa folkgrupper. Men området är glest befolkat, totalt fanns bara 184 000 människor 1989  förutom de största grupperna  jakuter (390 000) och komi (350 000). I arktiska Nordamerika fanns omkring 80 000 inuiter, och på den arktiska tundran lever amerikanska urinvånare. Befolkningsgrupperna varierar kulturellt och socialt men har också många slående likheter främst det mongoliska utseendet, levnadssättet, ekonomi och kultur. Sättet att jaga, fiska och bedriva  renskötsel  har stora likheter inom dess folkgrupper. Det gäller också deras natursyn och högre makter. Traditionella skriftspråk utvecklades inte så folken var förhistoriska långt fram i tiden. Kollektiva minnen överförde genom muntlig tradition. Bruksföremålens form och utsmyckning ger information om folkens kultur. Kvinnokniven har närmast cirkumpolär spridning.
De arktiska folken var opåverkade av den så kallade civilisationen. De senaste århundraden har de inordnats i civilisationens välsignelser ibland med dåliga resultat. Deras ekonomiska och sociala livsformer har förändrats. I Kanada har vattenkraftverkens dammar dränkt deras land och militära anläggningar ockuperat stora ytor av deras marker. Människor har pressats att flytta till samhällen och de kan inte leva sitt traditionella liv utan utarmas ekonomiskt och kulturellt. Tsarerna betraktade de urbefolkningen som fri arbetskraft och som objekt för skatteindrivning utan rättigheter. Sovjetunionen beslöt att integrera dem i den ryska kulturen. Dessa folkgrupper i det ryska samhället tillhör idag de utsatta och fattiga. Det finns likheter mellan Nordamerika och norra Sibirien i resultaten av civilisationen, även om åtgärderna varit olika. Berövar man urbefolkningarna deras kultur försvinner deras självkänsla och det drabbar deras hälsa. Det tog årtusenden att skapa kulturerna i Arktis. Nu är dessa kulturer akut hotade inte minst av miljöförstöring, utfiskning och klimatförändringar. Med den europeiska kolonisationen av Nordamerika från 1500-talet började slutet på den förhistoriska tiden men det dröjde flera århundraden innan den historiska tiden nådde hela kontinenten.